# 飯田裕久
飯田 裕久（いいだ ひろひさ、1963年11月5日 - 2010年7月2日）は、日本の作家、警察ドラマ・映画監修者、俳優、元警察官。

## 人物
千葉県出身。高校卒業後、1982年に警視庁へ入庁。拝命3年で所轄の捜査員となったが、トリカブト殺人事件で本庁の支援に携わったことがきっかけで1992年に刑事部捜査第一課へ異動。音羽お受験殺人や地下鉄サリン事件他、100件以上の捜査に関わる。2007年、勤続25年を機会に警部補（係長）で退職。以後は映画・ドラマ制作の世界に入る。
5年D組を経て五社プロダクションへ。警察ドラマ・映画の演技指導などに携わる一方、ノンフィクションや小説も執筆。経験を生かして人気作品を監修し、その内の一部の作品に俳優として出演もした。代表作に「警視庁捜査一課刑事」「地取り」などがある。
2010年7月2日午後10時48分、脳出血のため、東京都練馬区の病院で死去。46歳没。
家族思いな人物と言われ、家族には常に厳しく当たるも時に優しさを見せたりしていた。学生時代にはシェフを目指しており、そのため料理が非常に得意であり、家族・同僚などによく食事を振る舞っていたと言われている。
大の酒・タバコ好きであり、ラッキーストライクを愛用していた。

## 著書
- 警視庁捜査一課刑事　朝日新聞出版、2008年（現役時代の体験を元にしたノンフィクション）
- 地取り（小説）朝日新聞出版、2009年
- 検挙票（小説）朝日新聞出版、2009年
- 自分を鍛える働き方　―「刑事五十訓」に学ぶ―　サンマーク出版、2010年（エッセイ）
- 「裏」を見通す技術　―勝ちたいあなたに捧げる刑事の「マル秘情報収集法」―　講談社＋α新書、2010年

## 映画監修
- ロストクライム -閃光-[7]（「結城稔」役で出演）
- 踊る大捜査線3
- 鑑識・米沢守の事件簿
- 相棒 -劇場版II- 警視庁占拠! 特命係の一番長い夜

## 舞台監修
- ロス・タイム・ライフ第二話

## TVドラマ監修
- 相棒（エンディングクレジット非掲載）
- ゴンゾウ 伝説の刑事
- 西部方面警務隊
- 東京DOGS
- 臨場シリーズ（兼出演）
- キイナ〜不可能犯罪捜査官〜
- BOSS
- ハンチョウ
- 刑事一代
- 新・警視庁捜査一課9係
- 働くゴン
- アンタッチャブル〜事件記者・鳴海遼子〜
- その男、副署長・3（兼出演）
- 交渉人 遠野麻衣子・最後の事件
- 山村美紗サスペンス 狩矢警部シリーズ8 京都西大路通り殺人事件（兼出演）
- 東野圭吾「幻夜」
- 陽はまた昇る（原案のみ）

## メディア・ミックス

### テレビドラマ
テレビ朝日系
- ヘヤチョウ（2017年12月17日、主演：内野聖陽、原作：「地取り」「検挙票」）

## 参照
- asahi.com（朝日新聞社）：警視庁捜査一課刑事 飯田裕久さん - 著者に会いたい - BOOK